# Pierre Yaméogo

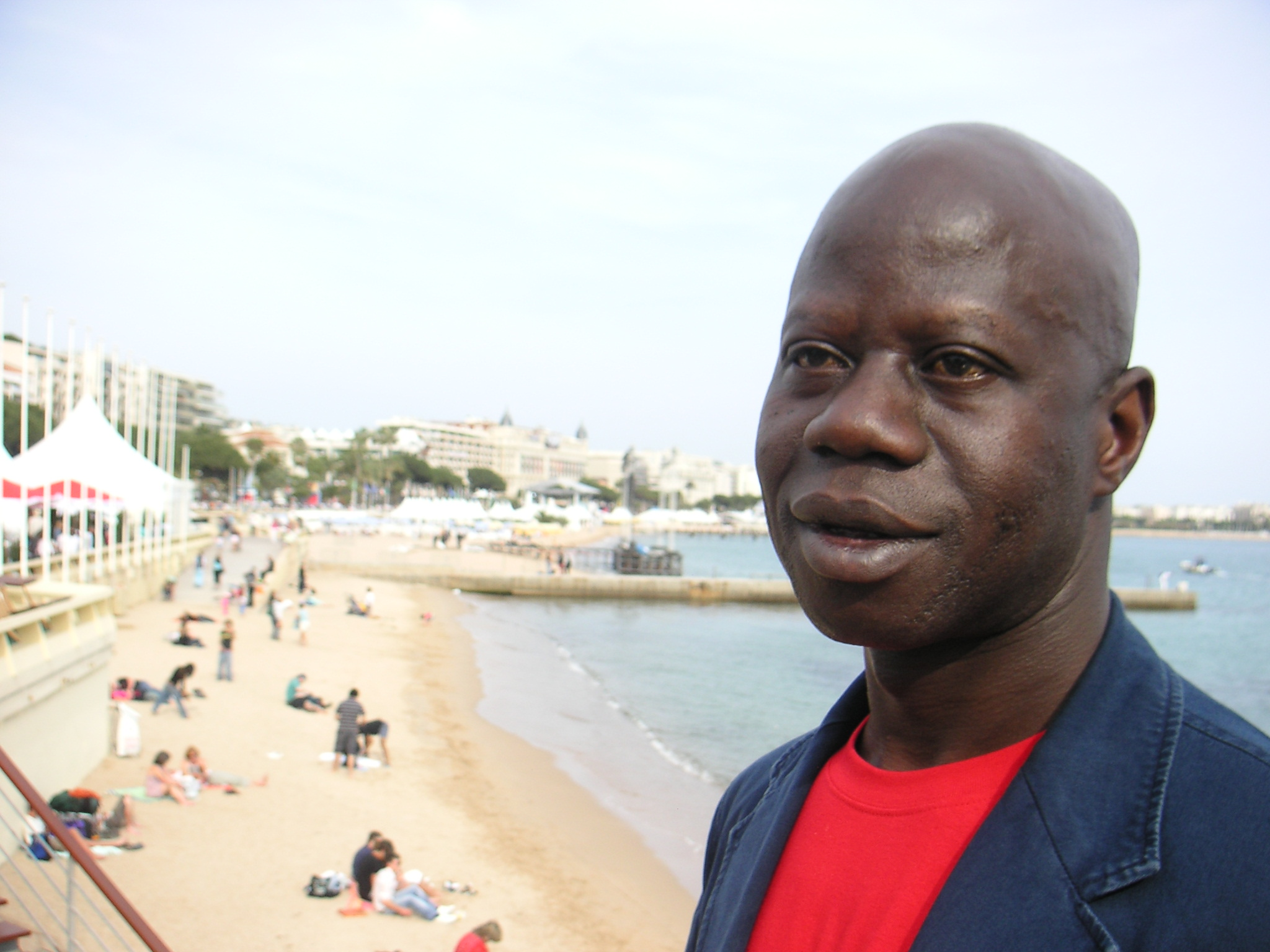
Pierre Yaméogo, 2005

Saint-Pierre Yaméogo (* 15. Mai 1955 in Koudougou, Obervolta, heute Burkina Faso; † 1. April 2019 in Ouagadougou) war ein Regisseur und Filmproduzent aus dem westafrikanischen Staat Burkina Faso.
1978 ging er zum Studium nach Paris, wo er auch danach zeitweise lebte. Sein Film Delwendé bekam beim Filmfestival Cannes 2005 den prix de l'espoir. Der Film handelt von den Frauen in Burkina Faso, die in ihren Heimatdörfern als Hexerinnen beschuldigt wurden und daher fliehen mussten. Yaméogo wollte in seinen Filmen informieren und die Realität abbilden. Außerdem betätigte sich Yaméogo als Produzent und Dokumentarfilmer. Seine Filme wurden unter anderem auf TV5MONDE und im ZDF ausgestrahlt.

## Filmografie
- Dunia (1987)
- Laafi - Tout va bien (1991)
- Wendemi, l'enfant du bon Dieu (1993)[3]
- Moi et mon blanc (2003)[4]
- Delwendé (2005)[5]
- Bayiri, la patrie (2012)